# Comuna de Wręczyca Wielka
Wręczyca Wielka (em polonês/polaco:  Gmina Wręczyca Wielka) é uma comuna rural (distrito administrativo) do condado de Kłobuck, voivodia de Silésia, no sul da Polônia. Tem como sede a aldeia de Wręczyca Wielka, que se encontra, aproximadamente, a oito quilômetros ao sul de Kłobuck e sessenta e sete quilômetros ao norte da capital regional de Katowice.
Esta comuna cobre uma área de 148,07 quilômetros quadrados (57,2 milhas quadradas) e, desde 2006, sua população total é 17 123 habitantes. Wręczyca Wielka conta com uma área protegida chamada Upper Liswarta Forests Landscape Park.

## Aldeias
A comuna de Wręczyca Wielka inclui as aldeias e povoações de Bieżeń, de Bór Zapilski, Borowe, Brzezinki, Czarna Wieś, Długi Kąt, Golce, Grodzisko, Hutka, Jezioro, Kalej, Klepaczka, Kuleje, Nowa Szarlejka, Nowiny, Pierzchno, Piła Druga, Piła Pierwsza, Puszczew, Szarlejka, Truskolasy, Węglowice, Wręczyca Mała, Wręczyca Wielka, Wydra e de Zamłynie.

## Comunas vizinhas
Wręczyca Wielka é limitada pela cidade de Częstochowa e pela comuna de Blachownia, de Herby, Kłobuck, Opatów, Panki e de Przystajń.